# Andrija Desin
Andrija Desin ( 14. stoljeće), hrvatski graditelj.
Andrija Desin, zadarski protomajstor. Djelovao je između 1355. i 1394. godine. Prema njegovim nacrtima izvedeno je nekoliko objekata - graditelj Pavao iz Sulmone; izgradio je apsidu zadarske crkve sv. Mihovila, a graditelj Nikola Arbusijanić zadarsku crkvu sv. Katarine. Na otoku Ugljanu prema Desinovom projektu graditelji Grgur Bilišić i Nikša Bilišić grade kulu sv. Mihovila. Prema njegovim nacrtima izgrađena je i palača zadarskog trgovca Nikole Mihovilova.